# Звательный падеж
Зва́тельный паде́ж, зва́тельная фо́рма, вокати́в (лат. vocativus) — особая форма имени (чаще всего существительного), используемая для идентификации объекта, к которому ведётся обращение. Название этой формы «падежом» условно, так как в строго грамматическом смысле звательная форма падежом не является.
Исторически звательная форма являлась элементом индоевропейской системы падежей и существовала в латыни, санскрите и древнегреческом. Хотя впоследствии она была утеряна многими современными индоевропейскими языками, некоторые языки сохранили её до нашего времени, примером чему могут являться греческий, цыганский, многие славянские языки (украинский, белорусский, польский, сербский и др.), некоторые кельтские языки (шотландский и ирландский) и балтийские языки (например, латышский и литовский). Из романских звательная форма сохранилась только в румынском языке. Она также присутствует в некоторых неиндоевропейских языках, таких как арабский, грузинский, корейский и чувашский. В кванхидатлинском говоре андийского языка форма тоже сохранилась.

## В индоевропейском праязыке
Звательный падеж в индоевропейском праязыке имели только слова единственного числа (хотя в санскрите звательный падеж существует и для множественного числа) мужского и женского рода. Средний род, как потомок неодушевлённого рода, звательного падежа иметь не мог. С самого начала индоевропеистики было отмечено, что праиндоевропейские формы звательного падежа в большинстве случаев имеют нулевое окончание и представляют собой чистую основу. У основ на *о и *а замечается также особое чередование последнего гласного основы: (греч. νύμφη — νύμφα!; Λύχο-ς — λύχε!). При этом характерное для основ на *о окончание звательного падежа -е стало наиболее характерным и распространённым: только оно одно сохранилось из форм звательного падежа в латыни (lupus — lupe!), и оно же является наиболее распространённой, известной и частично сохранившейся в языковой памяти формой в русском языке («волче!»). Склонение на согласный особой звательной формы не имело. Но предполагается, что индоевропейский звательный падеж отличался также особой акцентуацией (ударение переносилось на первый слог: «о, мать!» = санскр. mâtar, греч. μήτερ).
По новейшим исследованиям, звательный падеж в индоевропейском языке реконструируется следующим образом.

### Тематические существительные (основа на-*o-)
На примере слова «волк»:
| Языки  | Языки    | Языки           | Языки  | Языки   | Языки           | Языки      | Языки     | Реконструкция ПИЯ |
|        | Санскрит | Древнегреческий | Латынь | Готский | Старославянский | Украинский | Литовский | Бекес             |
| ------ | -------- | --------------- | ------ | ------- | --------------- | ---------- | --------- | ----------------- |
| И. ед. | vṛkaḥ    | λύκος           | lupus  | wulfs   | влъкъ           | вовк       | vilkas    | *ṷlkʷos           |
| Зв.    | vṛka     | λύκε            | lupe   | wulf    | влъче           | вовче      | vilke     | *ṷlkʷe            |

### Основа на-*a-
На примере слов «лошадь» (для санскрита), «рука» (для старославянского и литовского):
| Языки  | Языки           | Языки    | Языки      | Языки     | Реконструкция ПИЯ |
|        | Старославянский | Санскрит | Украинский | Литовский | Бекес             |
| ------ | --------------- | -------- | ---------- | --------- | ----------------- |
| И. ед. | рѫка            | aśvā     | рука       | rankà     | -h2               |
| Зв.    | рѫко            | aśve     | руко       | rañka     | -h2e?             |

### Основа на-*u-
На примере слова «сын» (для греческого πῆχυς «предплечье»):
| Языки  | Языки    | Языки           | Языки   | Языки           | Языки      | Языки     | Реконструкция ПИЯ | Реконструкция ПИЯ |
|        | Санскрит | Древнегреческий | Готский | Старославянский | Украинский | Литовский | Семереньи         | Бекес             |
| ------ | -------- | --------------- | ------- | --------------- | ---------- | --------- | ----------------- | ----------------- |
| И. ед. | sūnuḥ    | πῆχυς           | sunus   | сынъ            | син        | sūnus     | -us               | *suHnus           |
| Зв.    | sūno     | πῆχυ            | sunu    | сынѹ            | сину       | sūnaũ     | -ou               | *suHneu           |

### Основа на-*i-
На примере слов «овца» (для санскрита, древнегреческого и литовского) и «гость» (для старославянского и готского):
| Языки  | Языки    | Языки           | Языки   | Языки           | Языки      | Языки     | Реконструкция ПИЯ |
|        | Санскрит | Древнегреческий | Готский | Старославянский | Украинский | Литовский | Семереньи         |
| ------ | -------- | --------------- | ------- | --------------- | ---------- | --------- | ----------------- |
| И. ед. | áviḥ     | οἶς             | gasts   | гость           | гість      | avìs      | -is               |
| Зв.    | áve      | οἶ              | gast    | гости           | гостю      | aviẽ      | -ei               |

## Праславянский,старославянскийидревнерусскийязыки
В праславянском языке звательный падеж имели существительные первых четырёх склонений; склонения на и.-е. смычный («матерь», «ягня») и и.-е. краткий u («камы», «ремы») звательной формы не имели. В склонениях на и.-е. долгий -*u- и на и.-е. -*i- звательная форма сохраняла форму индоевропейской основы («сыну!», «гости!»), в склонении на -*о- сохранялось древнее окончание -е («муже!», «старче!»). В целом в праславянском, а за ним древнерусском и старославянском звательный падеж образовывался следующим образом:
- Древняя основа на *-ā-: 
 -о — после твёрдого согласного, -е — после мягкого: «жено!», «сестро!», «душе!», «дѣвице!»
- Древняя основа на *-о-: 
 -е — после твёрдого согласного, -ю — после мягкого: «старче!», «отче!», «коню!», «Игорю!»
- Древняя основа на *-u-: 
 -у: «мёду!», «сыну!»
- Древняя основа на *-i-: 
 -и: «ночи!», «огни!», «Господи!»

В процессе словоизменения происходило чередование согласных по первой палатализации: к — ч («человѣкъ» — «человѣче»), г — ж («богъ» — «боже», «другъ» — «друже»), x — ш («влахъ» — «влаше»).

## Современный русский язык
Звательный падеж начинает отмирать достаточно рано: уже в Остромировом евангелии (XI век) зафиксировано его смешение с именительным. Как показывают берестяные грамоты, в XIV—XV вв. он сохранялся исключительно как форма уважительного обращения к лицам более высокого социального ранга: «господине!», «госпоже!», «княже!», «брате!», «отче!» К середине XVI в. он окончательно исчез из живой речи, оставшись только в формах обращения к церковнослужителям («отче!», «владыко!»). До 1918 года звательный падеж формально числился в грамматиках как седьмой падеж русского языка. В наше время утрата представления о звательном падеже приводит к тому, что в живой речи архаические формы звательного падежа нередко употребляют в качестве именительного: «мне вчера отче сказал»; «владыко Досифей произнёс проповедь». Это вызывает возмущение ревнителей чистоты языка, призывающих вовсе отказаться от звательных форм.
В современном русском языке существует в виде нескольких архаизмов, по большей части входящих в состав фразеологических оборотов и других речевых формул либо перешедшие в разряд междометий («бо́же», «созда́телю», «го́споди», «Иису́се», «Христе́», «влады́ко», «митрополи́те», «ста́рче», «о́тче», «сы́не», «бра́те», «дру́же», «кня́же», «челове́че» и другие). Иногда встречается в литературе либо в целях архаизации («…чего тебе надобно, старче?» — Пушкин), либо в цитатах из церковнославянских текстов и молитв («Царю́ небесный, спаси меня…» — Лермонтов), либо для «украинизации» речи героев-украинцев («А поворотись-ка, сынку!» — Гоголь; «Ты откуда, человече?» — Багрицкий). Однако регулярное и нормативное употребление этой грамматической формы в церковнославянском языке, являющемся официальным языком богослужения в Русской православной церкви, а также появление таковых в новых религиозных текстах на русском языке в том числе (службы, акафисты, молитвы, тропари новопрославленным святым) влияет на речь современных православных верующих, в связи с чем можно отметить активизацию архаической звательной формы. Анализ современных гимнографических текстов, написанных на русском языке, свидетельствует о том, что звательная форма последовательно употребляется при обращении, нарушая грамматическую норму, но сохраняя традицию. Причём, в старозвательной форме употребляются не только имена собственные, но и неодушевленные имена нарицательные, такие как «стено́», «пра́вило», «о́бразе», «защи́то», «реко́», «трапе́зо», «похвало́», «сто́лпе», «лампа́до», «ка́мене», «ни́во», «мо́сте» и другие.
В то же время иногда под «современным звательным падежом» (или «новозвательным») понимаются словоформы с нулевым окончанием существительных первого склонения, как «Миш», «Лен», «Тань», «Марин», «Танюш», «Ванюш», «бабуль», «мам», «пап» и т. п., то есть совпадающие по форме со склонением множественного числа родительного падежа. Статус данной формы слова пока остаётся предметом споров учёных: часть склоняется к выделению подобной формы в отдельную грамматическую категорию, часть же выступает против.

## Украинский язык
В украинской грамматике звательный падеж (кличний відмінок, ранее — клична форма) сохранился для первого, второго и третьего склонений.
- В первом склонении используются окончания -о, -е, -є, -ю: «ма́ма» — «ма́мо», «земля» — «зе́мле», «Марі́я» — «Марі́є», «бабу́ся» — «бабу́сю».
- Во втором склонении используются окончания -у, -ю, -е: «ба́тько» — «ба́тьку», «Андрі́й» — «Андрі́ю», «Дмитро́» — «Дми́тре».
- В третьем склонении используется окончание -е: «ніч» — «но́че». Однако существительные третьего склонения обычно являются неодушевлёнными и нечасто используются в звательном падеже.

Слово «пан» (господин) имеет звательный падеж и в И. п. множественного числа — «пано́ве», что соответствует русскому обращению «господа». Заимствована форма из польского языка и является именем существительным в Им. п. и мн. ч. от pan — panowie. Остальные формы звательного падежа множественного числа на -ове, восходящие к архаической основе на *-ŭ (сватове, свекрове) или образованные по аналогии (сестрове, братове), неупотребительны, изредка встречаясь в поэтической и торжественной речи.

## Белорусский язык
Обычно в современном белорусском языке (официальном варианте) не выделяется отдельного звательного падежа. В художественной литературе (например, у Короткевича) звательный падеж сохранился.
Сторонники «классического» варианта белорусского языка (тарашкевицы), наоборот, обычно подчёркивают звательный падеж как отличительную черту белорусского языка от русского.
Примеры: «брат» — «браце», «сын» — «сыне», «Іван» — «Іване».

## Польский язык
В польском языке звательный падеж (wołacz) сохранился для всех существительных мужского и женского рода единственного числа. Однако в реальном современном языковом узусе, особенно в устной речи, он отмирает и зачастую используется только в застывших фразеологизмах. Вместе с тем, в официальной деловой переписке он сохраняется как признак уважения к партнеру, что является прямой аналогией с ограниченным использованием вокатива в русском языке XIV—XV вв.
- Первое склонение (мужской род, в именительном падеже оканчиваются на согласный), по твёрдому варианту оканчивается на -'e, со смягчением и/или чередованием конечного согласного основы: chłop — chłopie!, naród — narodzie!, autor — autorze! (исключения: dom — domu!, syn — synu!, dziad — dziadu!, то есть главным образом слова бывшего склонения с и.-е. основой на долгий u). Подобное же окончание наблюдается у слов с основой на -ec, например chłopiec — chłopcze!. Если конечный звук основы мягкий, заднеязычный (-k, -g, -ch) или отвердевший (-rz, -cz и т. д.) — окончание -u: koń — koniu!, robotnik — robotniku!, patałach — patałachu!, piekarz — piekarzu! (исключение: Bóg — Boże!).
- Второе склонение состоит из существительных среднего рода и потому особой формы вокатива не имеет.
- Третье склонение (мужской род на -a, -o, женский род на -a, -i) обычно -o: żona — żono!, poeta — poeto!; ласкательные формы — -u, например, babcia — babciu!, Kasia — Kasiu!; формы с окончанием -i особой формы не имеют, например, pani!, gospodyni!.
- Четвёртое склонение (женский род, в именительном падеже оканчиваются на согласный) оканчиваются на -i: krew — krwi!.

## Болгарский язык
| Род    | Окончание                   | Именительный падеж                     | Звательный падеж                                      |
| ------ | --------------------------- | -------------------------------------- | ----------------------------------------------------- |
| М. р.  | -к, -х, -ш, -ж, -ч, -ц, -ин | юнак, мъж, българин                    | -o: юнако, мъжо, българино                            |
| М. р.  | -н, -л, -т, -р              | кон, учител, зет, цар                  | -ю: коню, учителю, зетю, царю                         |
| М. р.  | другие согласные            | народ, брат, Васил, Димитър, отец      | -е: народе, брате, Василе, Димитре, отче              |
| М. р.  | -ой, -а, -я, -о, -и:        | Благой, Добри, баща, съдия, чичо, дядо | -нет окончания Благой, Добри, баща, съдия, чичо, дядо |
| Ж. р.  | -а, -я                      | баба, мама, душа, земя                 | -o: бабо, мамо, душо, земьо                           |
| Ж. р.  | -ка (личные имена)          | Бонка, Верка, Стефка                   | -е: Бонке, Верке, Стефке                              |
| Ж. р.  | -ца                         | звездица, Елица                        | -е: звездице, Елице                                   |
| Ж. р.  | согласная                   | пролет, радост, есен                   | -нет окончания пролет, радост, есен                   |
| Ср. р. | -о, -е                      | куче, дете                             | -нет окончания куче, дете                             |

## Иные славянские языки
Как и в современном русском языке, звательный падеж не используется в словенском и словацком языках, за исключением ряда устойчивых и частично устаревших фразеологизмов.

## Латышский язык
В латышском языке звательный падеж важно запоминать для I, II, III и IV склонений:
| Падеж | I скл. | II скл. | III скл. | IV скл. |
| ----- | ------ | ------- | -------- | ------- |
| И.    | -s     | -is     | -us      | -a      |
| Зв.   | -∅!    | -i!     | - u!     | -∅!     |

Например:
| Падеж   | I скл.     | II скл. | III скл.      | IV скл. |
| ------- | ---------- | ------- | ------------- | ------- |
| Им. п.  | Skolnieks  | Kaķis   | Edžus         | Sieva   |
| Зв. п.  | Skolniek!  | Kaķi!   | Edžu!         | Siev!   |
| Перевод | «Школьник» | «Кот»   | «Эджус» (имя) | «Жена»  |

Для V, VI скл. звательный падеж образуется только тогда, когда в слове есть уменьшительно-ласкательный суффикс, при его образовании отбрасывается окончание. Например: Ilze — Ilzīte — Ilzīt!, zivs — zivtiņa — zivtiņ!

## Латинский язык
В латыни звательный падеж (casus vocatīvus) существительных совпадает с именительным во всех случаях, кроме одного: если существительное второго склонения единственного числа в И. п. оканчивается на -us, то в звательном падеже оно будет оканчиваться на -e: И. п. «barbarus» (варвар) — Зв. п. «barbare». При этом если основа существительного оканчивается на -i (то есть существительное оканчивается на -ius), то в звательном падеже оно имеет нулевое окончание: И. п. «Demetrius», Зв. п. «Demetri».
Звательный падеж местоимения meus (мой) — mi: mi fili (обращение «мой сын»)!

## Грузинский язык
На примере слова კაცი (рус. человек) для обоих склонений существительных:
| Падеж      | Единственное число | Множественное число       | Древн. формы множ. ч. |
| ---------- | ------------------ | ------------------------- | --------------------- |
| Звательный | კაც — ო кац — о    | კაც — ებ — ო кац — эб — о | კაც — ნო кац — но     |